# Franck Martin
Pour le compositeur suisse, voir Frank Martin. Pour les autres significations, voir Martin.
 (juillet 2015).
Si vous disposez d'ouvrages ou d'articles de référence ou si vous connaissez des sites web de qualité traitant du thème abordé ici, merci de compléter l'article en donnant les références utiles à sa vérifiabilité et en les liant à la section « Notes et références ».
Franck Martin est un éditeur et homme politique français né le 3 juillet 1955 à Rouen. Il est membre du Parti radical de gauche (PRG). 

## Biographie
Franck Martin est issu d'une famille de la petite bourgeoisie. Il est le fils d'Ernest Martin, maire « divers gauche » de Louviers de 1965 à 1969. 
Il entre à Sciences-Po en 1984, mais abandonne rapidement, ne supportant pas la compétition qui y règne.
Après avoir travaillé dans de nombreux domaines manuels, Franck Martin devient journaliste dans le journal local La Dépêche de Louviers de 1980 à 1994. Il quitte La Dépêche en 1994 quand cette entreprise est rachetée par le groupe Hersant.
La même année, Franck Martin se lance dans la politique en étant élu conseiller général divers gauche, puis en mettant sur pied une liste de gauche aux municipales de juin 1995 à Louviers. Cette liste bat la droite dirigée par Odile Proust, maire sortant.
Réélu conseiller général en 2001, il devient vice-président du conseil général en 2001 quand l’union de la gauche porte Jean-Louis Destans (PS) à la tête du conseil général de l’Eure.
Dans les années 2004, il préside l’agence de développement économique de l’Eure (Eure expansion).
Franck Martin est le principal instigateur de la création de la communauté d'agglomération Seine-Eure (CASE) en 2000 avec les communes d’Incarville et de Val-de-Reuil tout d’abord. La CASE a la compétence emploi. La SODEVIL, le service économique de l’Agglomération, travaille au dynamisme d’un bassin riche de 26 000 emplois. Il contribue au développement du pôle d’industries pharmaceutiques appelé « Pharmaparc ».
Franck Martin occupe le fauteuil de maire que Pierre Mendès France occupa à partir de 1935. Sensible à cette grande figure républicaine, Franck Martin adhère au Parti radical de gauche afin de s’inscrire dans la lignée sociale du radicalisme républicain. Il y trouve à la fois la défense des missions de l’État-providence mais aussi la valorisation de l’esprit d’initiative.
Il défend avec ferveur la réunification de la Normandie. 
En 2003, il rachète une maison d’édition « L'Ancre de Marine », dont la ligne éditoriale est la littérature maritime. 
Franck Martin se présente aux élections législatives de juin 2007 et obtient 4,6 % des voix exprimées.
En 2008, réélu maire de Louviers, il entame son troisième mandat de maire et son second mandat de président de la Communauté d'Agglomération Seine-Eure mais il est privé d'un troisième mandat au conseil général puisqu'il a été battu, au second tour, de 23 voix par le candidat Nouveau Centre, principalement en raison du maintien d'un candidat socialiste. 
En 2010, il est élu conseiller régional de Haute Normandie.
En 2013, il démissionne de la présidence de la communauté d'agglomération Seine-Eure afin de laisser place à son bras droit, Patrice Yung, investi depuis toujours dans l'émergence de la CASE et de son territoire.
Lors des élections municipales de mars 2014, Franck Martin obtient 42,87% des suffrages exprimés, ce qui fait basculer Louviers à droite par la victoire du candidat de coalition UDI-MoDem François-Xavier Priollaud (45,83%). Siégeant à présent en tant que conseiller municipal d'opposition, il s'installe par la suite à Carcassonne, tout en continuant à assister à certaines séances. Il ne se représente pas aux élections municipales de 2020.
En 2015, il est nommé chevalier de l'ordre du Mérite maritime. Très impliqué dans l'association de sauvetage du Marité, l'ancien maire reçoit l'insigne des mains de la secrétaire d'État Annick Girardin le 14 septembre.
En 2022, il se présente aux élections législatives dans la 4e circonscription de l'Eure en tant que suppléant d'Olivier Taconet sous l'étiquette du Parti Radical de Gauche (PRG). Ils perdent au premier tour avec 712 voix (1,64%).
En 2023, Franck Martin soutient le mouvement La Convention de Bernard Cazeneuve.

## Distinctions
- Chevalier de l'ordre du Mérite maritime (2015)